# صفي الدين الأردبيلي
هو صفي الدين اسحاق ابن الشيخ امين الدين جبرئيل ابن بيروز الكردي السنجاني (650هـ = 1252م) إلى (735هـ = 1334م)، متصوف إيراني كردي الأصل. وسني، أسس الطريقة الصفوية في أردبيل مسقط رأسه وكان له عدد كبير من الأتباع والمريدين والمتصوفة والدراويش الذين نشروا دعوتهم في كل الأرض الإيرانية وفي العراق وبلاد الشام ومدن أخرى.من نسله ينحدر الصفويين الذين أسسوا الدولة الصفوية فيما بعد. وهو اساس ايران المعاصره حيث تشيع ابناؤه و لم يعادوا السنن

## دراسته وعلمه
درس في مطلع حياته العلوم الدينية والعقلية في موطنه، ثم ارتحل إلى «شيراز»، واتصل بالشاعر المعروف «سعدي الشيرازي»، ثم رحل إلى «أردبيل» ومنها إلى «كيلان»، ودخل في زمرة الشيخ زاهد الجيلاني وتزوج ابنته، وخلفه في الطريقة، وعهد إلى أبنائه وأتباعه بالعمل على جذب الأتباع والدراويش، والاجتهاد في نشر طريقتهم والدعاية لها، وكان هؤلاء صوفيون ينتسبون إلى أهل السنة والجماعة على المذهب الشافعي ولكِن حفيد صفي الدين «الخوجة علي» والذي تولى رئاسة الطريقة الصفوية سنة 801 هـ/1339م تحول إلى التشيع على المذهب الأثنى عشرية لِذا تحول الصفويون وأصحاب الطريقة الصفوية إلى التشيع والخوجة علي هذا أحد أجداد إسماعيل الصفوي.
وأكثر مايعرف عن الشيخ الأردبيلي منقول عن كتاب ألفه أحد مريديه بعنوان صفوة الصفا أورد فيه حياة الشيخ وكراماته.
ألف الشيخ صفي الدين الأردبيلي قصائد شعر بلغة التاتي القديمة وباللغة الفارسية. ولم يتبقى من أشعاره الا أبيات معدودة لها أهمية في الدراسات اللغوية.
توفي الشيخ صفي الدين في أردبيل ودفن فيها وخلفه في مشيخة الطريقة الصفوية إبنه صدر الدين موسى الذي بنى لوالده ضريحاً فخماً ( مجمع ضريح وتكية الشيخ صفي الدين وهو مدرج على قائمة التراث العالمي) .

## معرض الصور

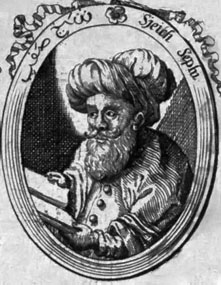
الشيخ صفي الدين الأردبيلي
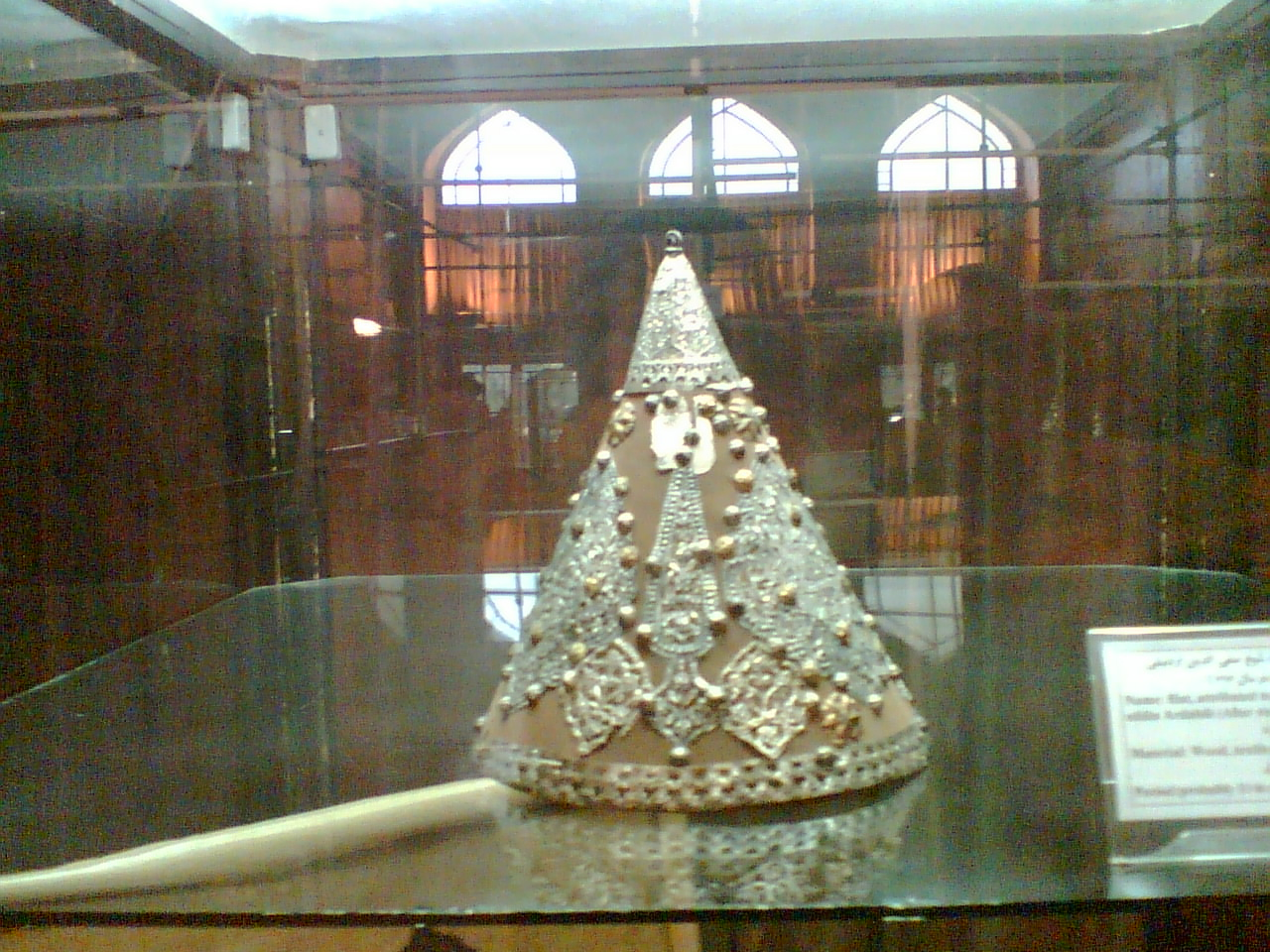
عمامة الشيخ صفي الدين
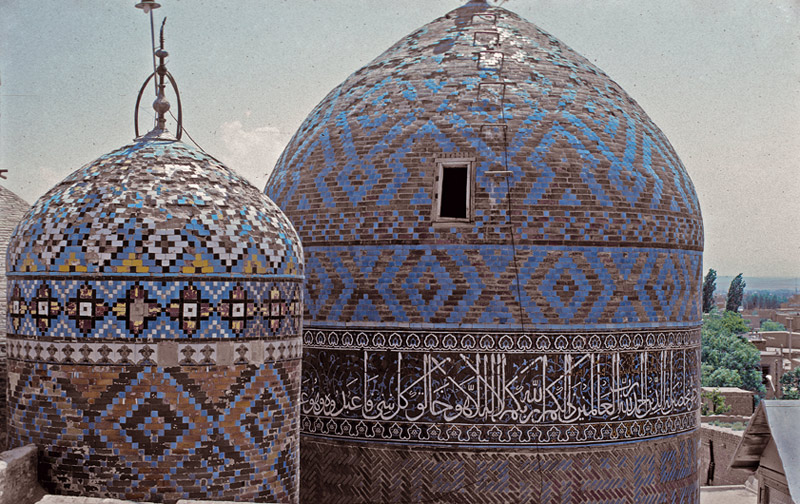
ضريح الشيخ الأردبيلي